# فینال ای‌اف‌سی کاپ ۲۰۱۳
فینال ای‌اف‌سی کاپ ۲۰۱۳ مسابقه فینال دهمین دوره ای‌اف‌سی کاپ بود که در سال ۲۰۱۳ برگزار شد و الکویت به مقام قهرمانی دست یافت.

## مسابقه
| تیم ۱    | نتیجه | تیم ۲  |
| -------- | ----- | ------ |
| القادسیه | ۰–۲   | الکویت |